# Žďárec u Skutče (nádraží)
Žďárec u Skutče je železniční stanice v západní části někdejší obce Žďárec u Skutče, později přidružené k městu Skuteč, v okrese Chrudim v Pardubickém kraji. Leží na jednokolejných neelektrizovaných tratích Pardubice – Havlíčkův Brod a Svitavy – Žďárec u Skutče.

## Historie
1. června 1871 dostavěla a otevřela společnost Rakouská severozápadní dráha (ÖNWB) svou trať navazující na železnici z Liberce a Rosic nad Labem a pokračující dále přes Chrudim do Havlíčkova Brodu. Stanice nesla původně název Skuteč, podle přibližně dva kilometry vzdáleného města. Autorem univerzalizované podoby stanic pro celou dráhu byl architekt Carl Schlimp. Trasa byla výsledkem snahy o propojení železničních tratí v majetku ÖNWB jihozápadním směrem, tedy traťových úseků Liberec-Pardubice a hlavního tahu společnosti, železniční trati spojující Vídeň a Berlín. Vzniklo zde též nákladové nádraží a lokomotivní vodárna.
15. září 1896 otevřela po vleklých jednáních a díky lokálním investicím společnost Místní dráha Svitavy-Polička trať ze Svitav, kudy od roku 1849 procházela trať společnosti Severní státní dráhy mezi Brnem a Českou Třebovou, nádraží se tak stalo přestupní stanicí. Po ÖNWB v roce 1908 pak obsluhovala stanici jedna společnost, Císařsko-královské státní dráhy (kkStB), po roce 1918 pak správu přebraly Československé státní dráhy, místní dráha byla zestátněna až roku 1925.
Roku 1960 byl název stanice změněn, mimo jiné proto, že již roku 1896 vzniklo přímo ve Skutči samostatné nádraží (trať 261), v letech 1896 až 1960 nazývané Skuteč-město.

## Popis
V druhé polovině 20. století došlo k úpravě fasády a interieru budovy. Nacházejí se zde čtyři jednostranní vnitřní nástupiště, k příchodu k vlakům slouží přechody přes koleje.